# Altavilla Monferrato
Altavilla Monferrato (Altavila o Autavila in piemontese) è un comune italiano di 387 abitanti della provincia di Alessandria, in Piemonte. È inserito nel registro dei comuni italiani a maggior spopolamento, avendo perso negli ultimi 9 anni il 23% della popolazione.
È situato al confine tra le province di Alessandria ed Asti. Fu centro agricolo del basso Monferrato, territorio che ebbe come capitale Casale Monferrato e come centri principali Acqui Terme e Ovada. Il paese domina a nord la valle del torrente Grana. Dall'altra parte della valle, sulla dorsale che digrada verso sud-est, si trova a 205 m s.l.m. la frazione Franchini.
Il patrono di Altavilla Monferrato è san Giulio d'Orta, la cui ricorrenza viene celebrata il 31 gennaio.
Il patrono della frazione Franchini è san Defendente, che si celebra il 2 gennaio.

## Storia
Il territorio del comune fu concesso in feudo nel 1026 all'abbazia della Novalesa, dall'imperatore Corrado II e fu fra i paesi che si schierarono nel 1320 con Teodoro I del Monferrato che lo comprese nei suoi domini cingendolo di mura ed edificando un castello. Di questo antico maniero rimangono solo alcuni ruderi, oggi inglobati in un palazzo residenziale edificato in epoca più recente.
Il borgo nel 1708 passò sotto il dominio di casa Savoia. Altavilla diede i natali nel 1773 a Luigi Montiglio di Villanova che fu presidente del senato piemontese.

### Simboli
Il comune si identifica con lo stemma raffigurante il casato dei Marchesi Bellone. Liberamente usato dal Comune e in uso dal 1861, si può blasonare: d'argento, alla cornice quadrilobata confinante piena d’oro, a quattro pali di rosso, alla fascia pure d'argento, attraversante sul tutto.
Il comune solitamente usa anche una variante dello stemma, con il palo centrale d'argento e i pali d'azzurro invece che d'oro.

## Monumenti e luoghi d'interesse
- Chiesa di San Giulio. La parrocchiale di San Giulio conserva all'interno alcune opere di Guglielmo Caccia, detto il Moncalvo, famoso pittore originario della zona. La chiesa venne consacrata nel 1630 e presenta all'interno l'Ultima Cena di Guglielmo Caccia e le Nozze di Cana di Giulio Musso. L'altare maggiore è in onice e ha una pregevole balaustra.
- Palazzo del municipio, in stile Savoia.
- Monumento ai Caduti, eretto per ricordare le vittime delle due guerre mondiali. Presso il monumento c'è la statua della Libertà, che sarebbe stata progettata e costruita da Paul Landowski, progettista del Cristo Redentore di Rio de Janeiro in Brasile.

## Società

### Evoluzione demografica
Negli ultimi cento anni, a partire dal 1921, la popolazione residente è diminuita del 75%.
Abitanti censiti

## Economia
L'economia del paese è prettamente agricola e le risorse principali provengono dai vitigni che producono rinomati vini, dai cereali, dagli ortaggi, dal foraggio e dall'allevamento del bestiame, praticato in misura sempre più ridotta. Altavilla vanta gli stabilimenti di due delle distillerie più antiche d'Italia: l'Antica distilleria di Altavilla, situata in località Cittadella, e Mazzetti di Altavilla nel paese.
Nella stessa località Cittadella, presso la distilleria omonima, si può visitare il Museo della grappa.
Sempre in località Cittadella si trova il deposito della ARFEA autoservizi, che occupa le strutture di inizio secolo del deposito del vecchio tram a vapore le cui linee ferrate da Altavilla raggiungevano Casale Monferrato, Asti e Alessandria. Negli spazi del deposito ha sede dal 1998 il "Museo dei tramways a vapore ed elettrici", che conserva alcuni esemplari di carrozze e locomotive a vapore.

## Infrastrutture e trasporti
Tra la fine dell'Ottocento e il 1935 Altavilla fu un importante nodo per le tranvie Astesi Monferrine: da Altavilla partivano infatti le linee tranviarie per Alessandria, Asti e Casale Monferrato.
Attualmente è servita unicamente dal servizio di autocorriere ARFEA.

## Amministrazione
Di seguito è presentata una tabella relativa alle amministrazioni che si sono succedute in questo comune.
| Periodo        | Periodo        | Primo cittadino        | Partito                                  | Carica  | Note   |
| -------------- | -------------- | ---------------------- | ---------------------------------------- | ------- | ------ |
| 21 giugno 1985 | 19 maggio 1990 | Giulio Bracco          | -                                        | Sindaco | [ 10 ] |
| 19 maggio 1990 | 24 aprile 1995 | Enri Bo                | lista civica: Stretta di mano con spighe | Sindaco | [ 10 ] |
| 24 aprile 1995 | 14 giugno 1999 | Enri Bo                | lista civica: Stretta di mano con spighe | Sindaco | [ 10 ] |
| 14 giugno 1999 | 14 giugno 2004 | Enri Bo                | lista civica: Stretta di mano con spighe | Sindaco | [ 10 ] |
| 14 giugno 2004 | 8 giugno 2009  | Pier Giuseppe Fracchia | lista civica                             | Sindaco | [ 10 ] |
| 8 giugno 2009  | 26 maggio 2014 | Pier Giuseppe Fracchia | lista civica                             | Sindaco | [ 10 ] |
| 9 giugno 2014  | 26 maggio 2019 | Massimo Arrobbio       | lista civica: Stretta di mano con spighe | Sindaco | [ 10 ] |
| 26 maggio 2019 | 9 giugno 2024  | Massimo Arrobbio       | lista civica: Stretta di mano con spighe | Sindaco | [ 10 ] |
| 9 giugno 2024  | in carica      | Massimo Arrobbio       | lista civica: Spighe di grano            | Sindaco | [ 10 ] |

## Galleria d'immagini

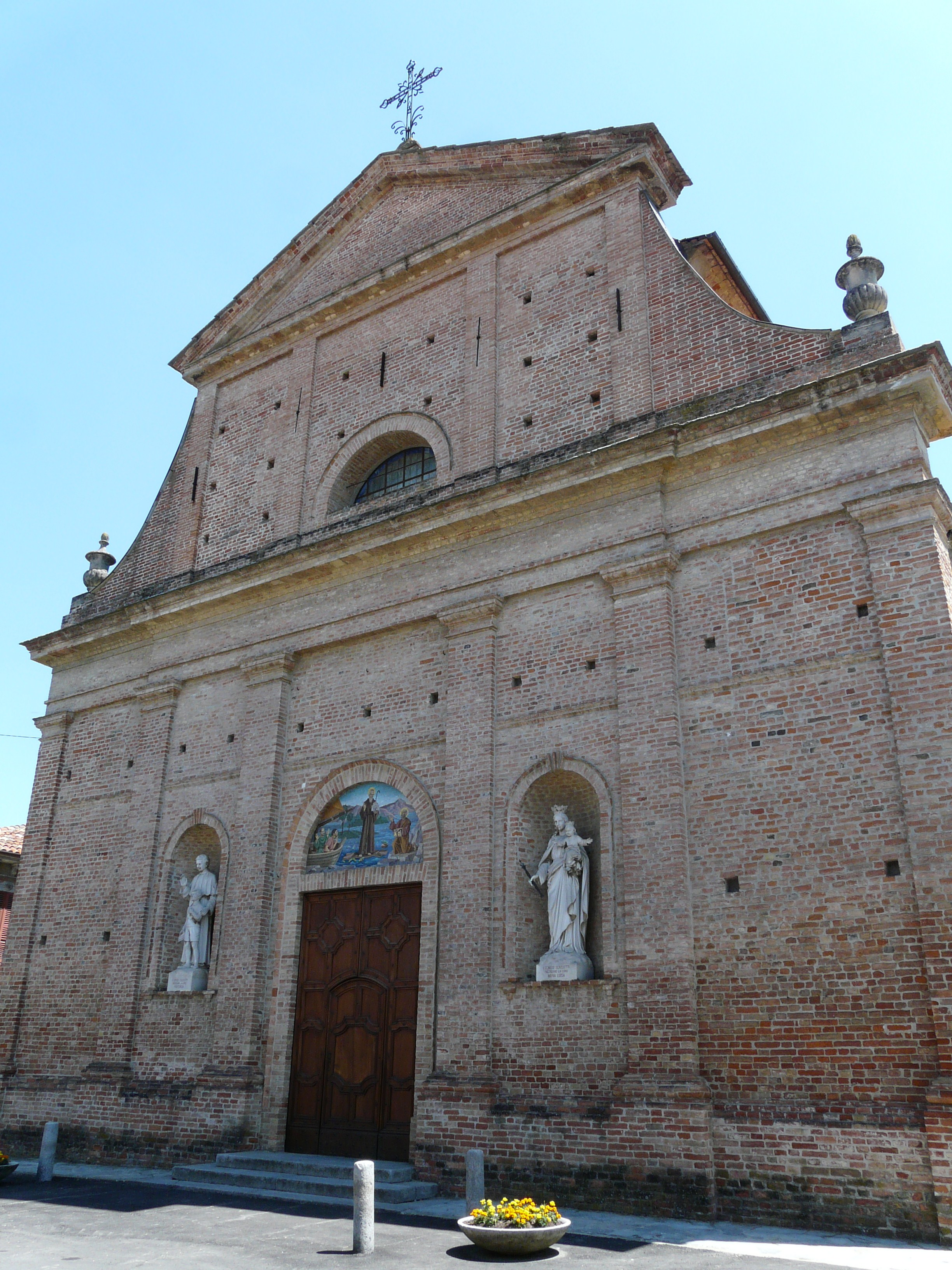
Chiesa Parrocchiale di San Giulio
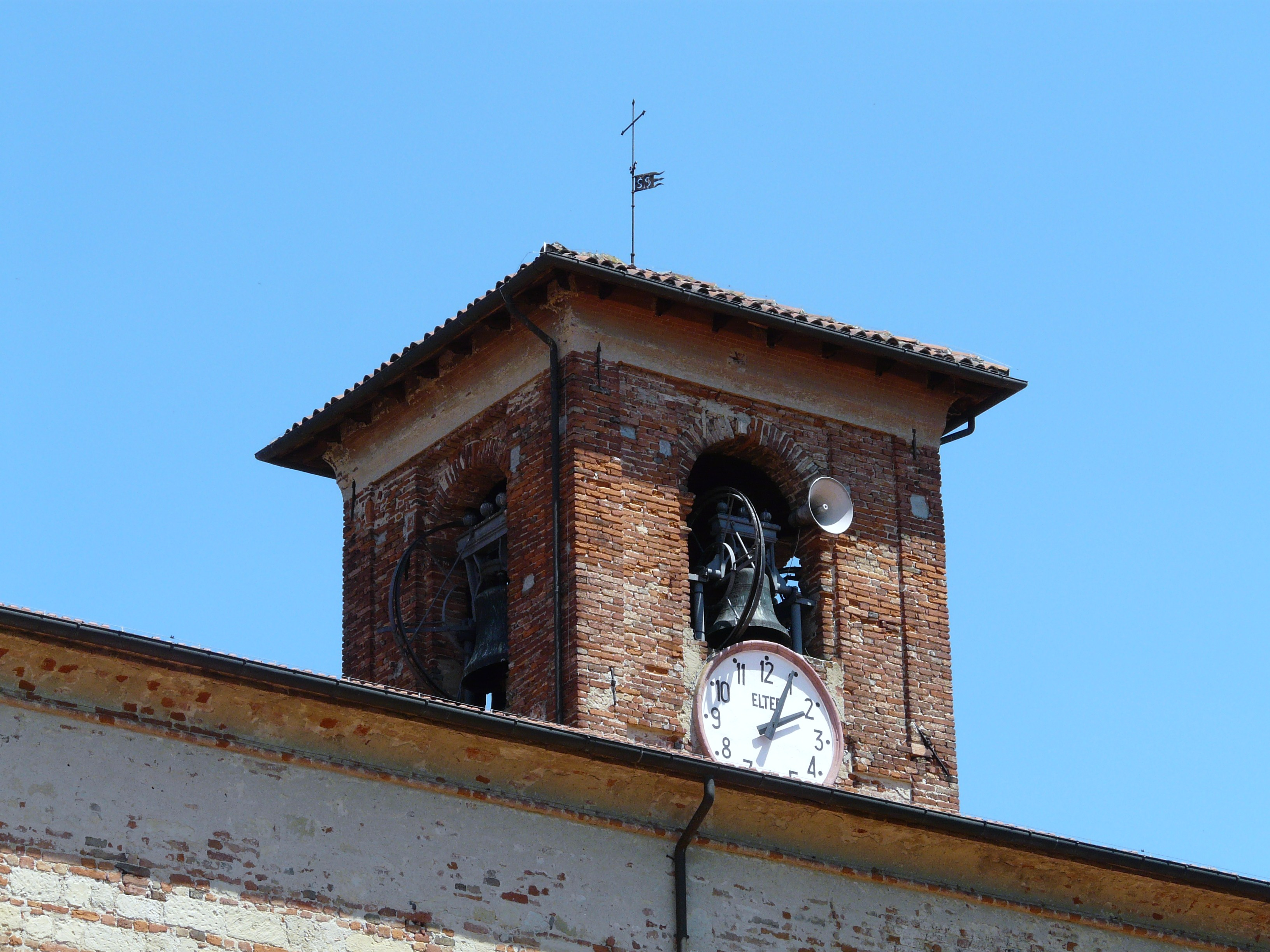
Campanile della Chiesa Parrocchiale di San Giulio
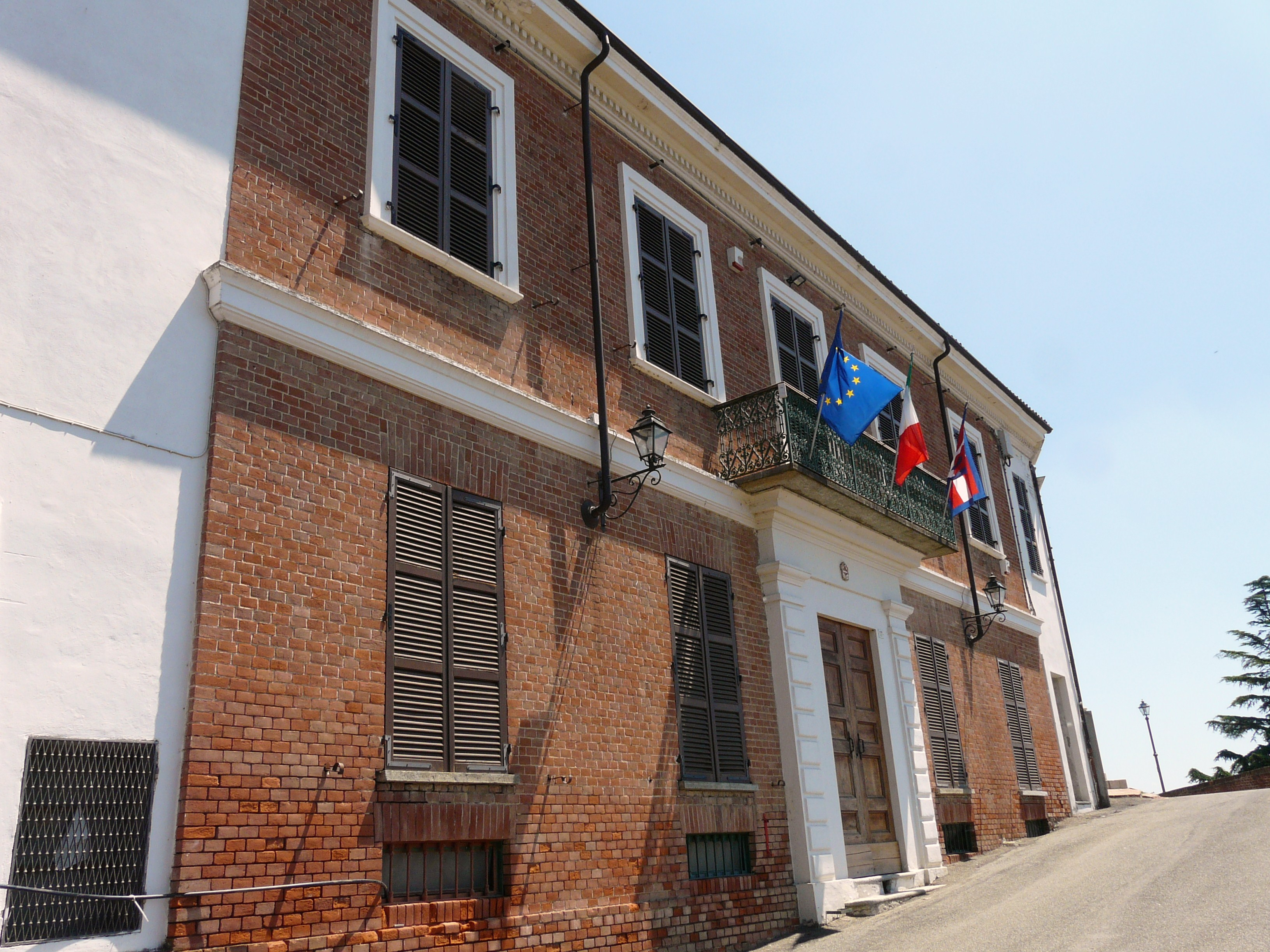
Municipio di Altavilla Monferrato
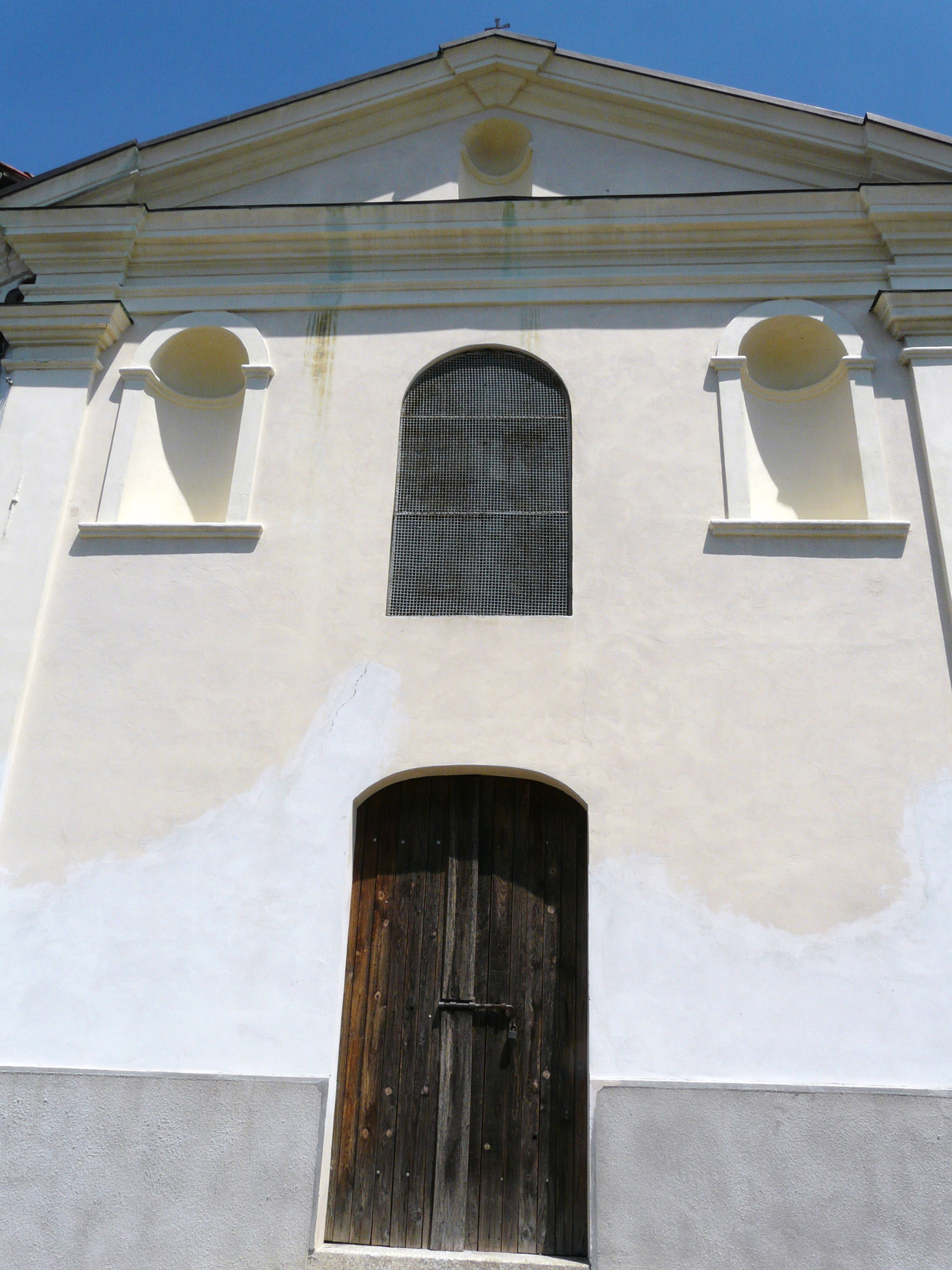
Chiesetta dei Batou
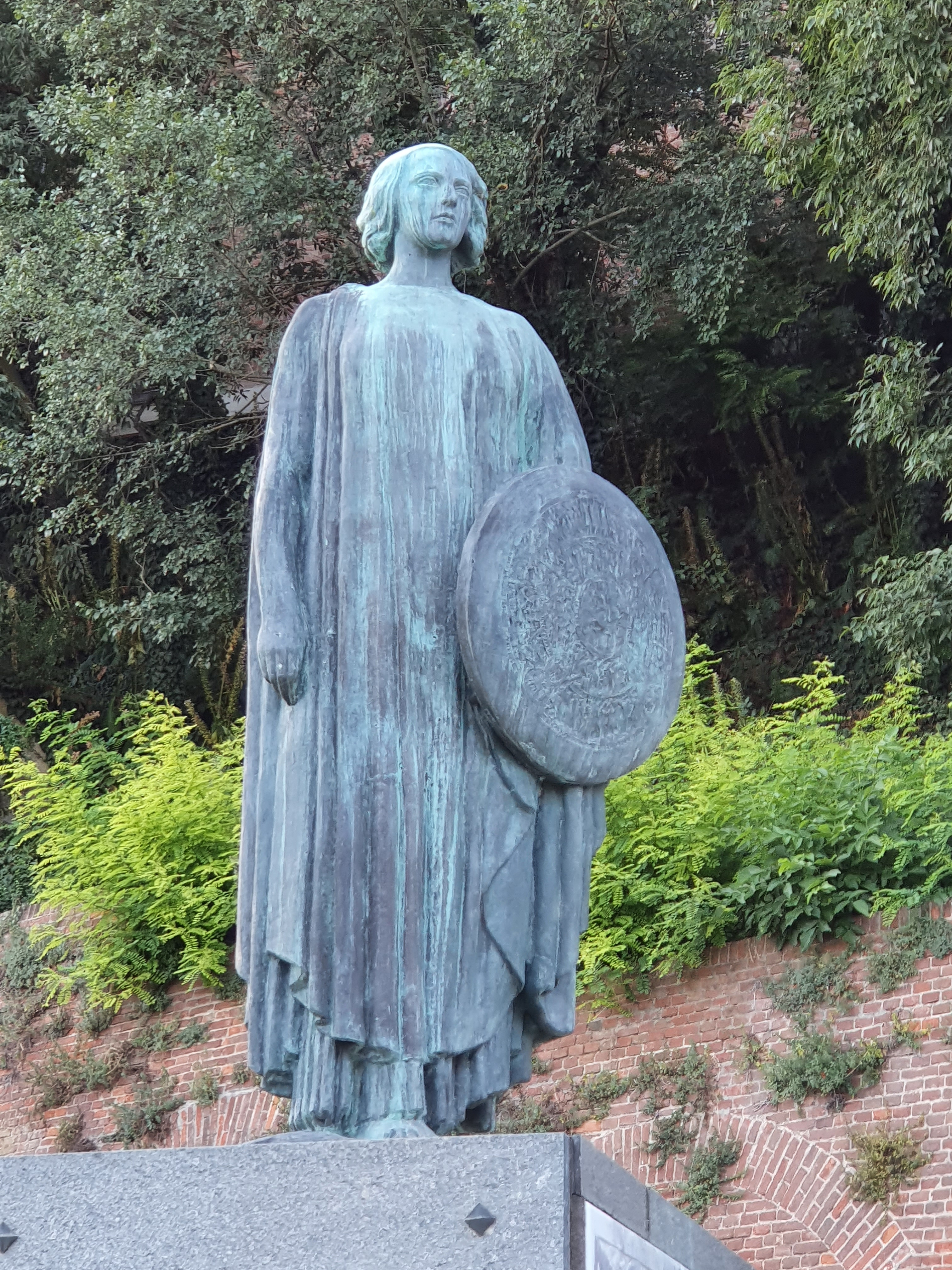
Statua della libertà nel monumento ai caduti